# Euchlaena aniliaria
Euchlaena aniliaria là một loài bướm đêm trong họ Geometridae.